# Czerniawska Kopa
Die Czerniawska Kopa (deutsch: Dresslerberg) ist ein 776 m hoher Berg im schlesischen Teil des Isergebirges in Polen. Die Czarna liegt im Westen des Hohen Iserkamms in der Gemeinde Świeradów-Zdrój unterhalb der Tafelfichte. 

## Beschreibung
Der Gipfel mit einem hölzernen Aussichtsturm ist fast vollständig mit Nadelwald bewachsen. Einige km vom Gipfel verläuft die polnisch-tschechische Grenze. An seinen Hängen fließt der Czarny Potok und die Łużyca. An seinem Fuß befindet sich der Kurort Czerniawa-Zdrój. 
Über den Gipfel führt ein grün markierter Wanderweg von Pobiedna nach Gryfów Śląski.